# MBC강원영동 강릉방송국
MBC강원영동 강릉방송국(MBC江原嶺東 江陵放送局)은 강원특별자치도 영동 중북부지역을 가시청권으로 하는 TV·라디오 방송국으로, 1968년 6월 22일에 개국하였다. 본사는 강원특별자치도 강릉시 포남동에 위치해 있으며, 1988년 12월 19일에 포남동 신사옥으로 이전했다. 2014년 2월 10일 강원영동 남부지역을 가시청권으로 두고 있는 옛 삼척문화방송과의 통합이 확정되어, 2015년 1월 1일부터 MBC 강원영동으로 출범함에 따라 MBC강원영동 강릉방송국이 되었다.

## 본사·지사 소재지
본사
- 우25477 강원특별자치도 강릉시 가작로 267

속초사무소
- 우24822 강원특별자치도 속초시 번영로 170

## 연혁

### 개국 초기
- 1967년 11월 10일 : 무선국 허가
- 1968년 3월 29일 : 영동방송주식회사(YBC) 설립등기
- 1968년 6월 12일 : 주파수 변경(1360㎑에서 1290㎑로), 호출부호 변경(HLSO를 HLAF로)
- 1968년 6월 22일 : 개국 (성내동 임시스튜디오)
- 1968년 7월 1일 : 서울사무소 개설
- 1969년 8월 31일 : 사옥 준공 (현 임당동 스튜디오)
- 1971년 9월 15일 : 강릉문화방송주식회사로 상호변경
- 1973년 12월 31일 : 비상주파수 설치(575㎑, 1㎾)
- 1977년 11월 1일 : 어린이 합창단 창단
- 1978년 11월 23일 : 주파수 1290㎑에서 1287㎑로 변경, 비상주파수 575㎑에서 864㎑로 변경)

### 1980년대
- 1980년 12월 31일 : 서울사무소 폐쇄
- 1983년 10월 17일 : TV중계소 개소 (UHF CH 31, 출력 10㎾)
- 1984년 3월 21일 : 자동차도서관 "영동호" 개관
- 1984년 12월 1일 : 방송 송,중계소 위탁운영
- 1984년 12월 29일 : 간이TV중계소 (신설악) 신설
- 1985년 6월 22일 : FM방송 개국 (FM 94.3㎒)
- 1985년 9월 6일 : TV연주소 개국
- 1986년 2월 23일 : 속초TV중계소 개국 (CH 23, 출력 100W)
- 1986년 12월 17일 : 양양TV중계소(CH 33, 출력 100W), 옥계TV중계소(CH 41, 출력 100W) 개국
- 1987년 9월 8일 : 포남동 신사옥 착공
- 1988년 12월 17일 : 포남동 신사옥 이전
- 1989년 1월 20일 : 대관령TV중계소 개국 (CH 41, 출력 500W)

### 1990년대
- 1991년 10월 24일 : 일본 아키타TV(秋田テレビ)와 우호제휴 체결
- 1992년 6월 20일 : 청학기 전국여자 고교축구대회창설
- 1993년 8월 28일 : 고성TV중계소 개국 (CH 25, 출력 500W)
- 1998년 12월 11일 : 괘방산송신소 신축이전
- 1999년 11월 30일 : 경포송신소 신축 이전 준공
- 1999년 12월 30일 : 표준FM 개국 (FM 96.3㎒)

### 디지털 시대
- 2001년 6월 22일 : 인터넷방송 개국 (TV·라디오 실시간 방송 및 VOD, AOD)
- 2005년 12월 28일 : 디지털TV 개국 (괘방산송신소, 물리채널 14, 출력 2.5㎾)
- 2006년 4월 18일 : 중국 닝보전시대(宁波电视台)와 우호제휴체결
- 2007년 12월 21일 : 지상파DMB방송개시 (CH 13A, 출력 2㎾)
- 2012년 10월 25일 : 지상파아날로그TV방송 종료
- 2013년 10월 16일 : 수도권, 강원도, 충청권 디지털방송 재배치
- 2014년 2월 19일 : 삼척MBC와의 합병 승인.
- 2015년 1월 1일 : MBC강원영동으로 출범.

### UHD 시대
- 2017년 12월 29일 : MBC강원영동 강릉방송국 UHD 방송개시. 서울 본사의 UHD 방송이다.
- 2023년 6월 11일 : 강원특별자치도 강릉시 가작로 267 포남2동.

## TV방송
1983년 10월 괘방산TV송신소에서 설치되고 2년 후 1985년 9월 6일 강릉방송국의 TV연주소가 정식으로 개국하였다. 이후 2005년 12월 28일 디지털TV방송을 개국하면서 고품질의 방송서비스를 시청자들에게 서비스하고 있다. 강원 영동, 영서 북부 지역을 가시청권역으로 방송중이다.

### 프로그램
보도
| 프로그램명               | 방송시간           | 편성시간                    | 진행   |
| ------------------------ | ------------------ | --------------------------- | ------ |
| MBC 뉴스투데이 강원      | 월~금 30분         | 월~금 오전 07:20 ~ 07:50    | 김나연 |
| 930 MBC 뉴스 강원        | 월~금 5분          | 월~금 오전 09:35 ~ 09:40    | 김나연 |
| MBC 5시 뉴스와 경제 강원 | 월~금 5분          | 월~금 오후 5:00 ~ 5:05      | 민기원 |
| MBC 뉴스데스크 강원      | 월~금 25분 일 10분 | 20:20 ~ 20:45 20:10 ~ 20:20 | 성스리 |

교양·예능
- 생방송 전국시대
- 시사 반장(월 1회)
- 미디어 리뷰(매월 마지막주)
- 강원 365
- 지식플렛폼 하우투
- 산골음악회
- 특집프로그램

### 방송 송출 시설망
- 호출부호 : HLAF-DTV
- 가상채널 : 11-1

| 송신소        | UHD      | UHD  | HD                                    | HD   | 송신소 위치                        |
| 송신소        | 물리채널 | 출력 | 물리채널                              | 출력 | 송신소 위치                        |
| ------------- | -------- | ---- | ------------------------------------- | ---- | ---------------------------------- |
| 괘방산 송신소 | CH 53    | 4㎾  | CH 14                                 | 2㎾  | 강원 강릉시 강동면 정동진리 산19-1 |
| 고성 중계소   |          |      | CH 34                                 | 90W  | 강원 고성군 죽왕면 오봉리 산56-1   |
| 속초 중계소   | CH 23    | 50W  | 강원 속초시 도문동 산321 목우재       |      |                                    |
| 양양 중계소   | CH 28    | 90W  | 강원 양양군 손양면 상왕도리 산158-4   |      |                                    |
| 대관령 중계소 | CH 25    | 90W  | 강원 평창군 대관령면 횡계리 산1       |      |                                    |
| 옥계 중계소   | CH 23    | 20W  | 강원 강릉시 옥계면 주수리 산25-4 밥봉 |      |                                    |

아날로그TV
- 호출부호 : HLAF-TV

| 송신소        | 채널  | 출력 | 송신소 위치                           |
| ------------- | ----- | ---- | ------------------------------------- |
| 괘방산 송신소 | CH 31 | 10㎾ | 강원 강릉시 강동면 정동진리 산19-1    |
| 고성 중계소   | CH 25 | 500W | 강원 고성군 죽왕면 오봉리 산56-1      |
| 속초 중계소   | CH 23 | 100W | 강원 속초시 도문동 산321 목우재       |
| 양양 중계소   | CH 33 | 100W | 강원 양양군 양양읍 월리 산3           |
| 대관령 중계소 | CH 41 | 500W | 강원 평창군 대관령면 횡계리 산1       |
| 옥계 중계소   | CH 41 | 100W | 강원 강릉시 옥계면 주수리 산25-4 밥봉 |

## 라디오방송
1968년 6월 22일, 강원 영동지역은 물론 강원도내 최초의 민영방송사인 영동방송(주)로서 개국하면서 강원문화방송의 라디오방송이 시작되었다. 현재 AM라디오 1채널과 FM라디오 2채널을 운영하고 있으며 강원영동, 영서 북부 지역을 가청권역으로서 방송중이다.

### 프로그램

#### MBC강원영동 강릉 라디오
| 프로그램명       | 요일 | 시간 | 진행자 |
| ---------------- | ---- | ---- | ------ |
| 라디오 동서남북  | 평일 | 55분 | 민기원 |
| MBC 정오종합뉴스 | 평일 | 5분  | 민기원 |
| MBC 15시 뉴스    | 평일 | 5분  | 성스리 |

#### MBC강원영동 강릉 FM4U
| 프로그램명                 | 요일 | 시간  | 진행자           |
| -------------------------- | ---- | ----- | ---------------- |
| 김용석의 브런치카페        | 매일 | 1시간 | 김용석 (원주MBC) |
| 정오의 희망곡 김지후입니다 | 매일 | 2시간 | 김지후 (춘천MBC) |
| 오후의 발견                | 매일 | 2시간 | 성스리           |

### 방송 송출 시설망
| MBC강원영동 강릉 라디오 | MBC강원영동 강릉 라디오 | MBC강원영동 강릉 라디오 | MBC강원영동 강릉 라디오 | MBC강원영동 강릉 라디오             | MBC강원영동 강릉 라디오 |
| 송신소                  | 주파수                  | 출력                    | 호출부호                | 송신소 위치                         | 비고                    |
| ----------------------- | ----------------------- | ----------------------- | ----------------------- | ----------------------------------- | ----------------------- |
| 경포 송신소             | AM 1287㎑               | 10㎾                    | HLAF                    | 강원 강릉시 운정동 585              |                         |
| 괘방산 송신소           | FM 96.3㎒               | 3㎾                     | HLAF-SFM                | 강원 강릉시 강동면 정동진리 산19-1  |                         |
| 오봉산 중계소           | FM 99.7㎒               | 100W                    | -                       | 강원 고성군 죽왕면 오봉리 산56-1    | [ 1 ]                   |
| 양양 중계소             | FM 100.7㎒              | 90W                     | -                       | 강원 양양군 손양면 상왕도리 산158-4 |                         |
| MBC강원영동 강릉 FM4U   |                         |                         |                         |                                     |                         |
| 송신소                  | 주파수                  | 출력                    | 호출부호                | 송신소 위치                         | 비고                    |
| 괘방산 송신소           | FM 94.3㎒               | 5㎾                     | HLAF-FM                 | 강원 강릉시 강동면 정동진리 산19-1  |                         |
| 오봉산 중계소           | FM 96.9㎒               | 100W                    | -                       | 강원 고성군 죽왕면 오봉리 산56-1    | [ 1 ]                   |
| 양양 중계소             | FM 90.7㎒               | 90W                     | -                       | 강원 양양군 손양면 상왕도리 산158-4 |                         |

## 지상파 DMB 채널
춘천문화방송, 원주문화방송, MBC강원영동 삼척방송국 등과 함께 투자하여 강원도내 전지역을 방송권역으로 하는 지상파 DMB 사업자로 방송 및 운영 중이다.

## 직원

### 아나운서
- 김상호
- 민기원
- 성스리
- 김나연

### 강릉 보도국
- 보도국장 : 홍한표

- 취재팀 -
- 팀장 김인성
- 차장 박은지
- 기자 이준호
- 기자 이아라
- 부장 조규한
- 부장 김형호
- 기자 이웅
- 기자 배연환

## 참조
1. 1 2  “방송권역 - MBC 강원영동”. 2023년 3월 14일에 확인함.